# Lilija Łudan
Lilija Anatolijiwna Łudan, ukr. Лілія Анатоліївна Лудан (ur. 2 czerwca 1969 w Kijowie) – ukraińska saneczkarka, czterokrotna uczestniczka zimowych igrzysk olimpijskich, dwunastokrotna uczestniczka mistrzostw świata w saneczkarstwie.
W latach 1998–2010 czterokrotnie wzięła udział w olimpijskiej rywalizacji w saneczkarskich jedynkach kobiet. Na igrzyskach w Nagano zajęła szesnaste miejsce, w Salt Lake City i Turynie była szósta, a w Vancouver dziewiętnasta. Podczas igrzysk w Vancouver w 2010 roku pełniła funkcję chorążej reprezentacji Ukrainy podczas ceremonii otwarcia.
W latach 1995–2009 dwunastokrotnie uczestniczyła w saneczkarskich mistrzostwach świata. W jedynkach na mistrzostwach świata zajmowała kolejno miejsca: 17. w 1995 roku w Lillehammer, 12. w 1996 roku w Altenbergu, 17. w 1997 roku w Igls, 9. w Mistrzostwa Świata w Saneczkarstwie 1999 roku w Königssee, 13. w 2000 roku w Sankt Moritz, 16. w 2001 roku w Whistler, 7. w 2003 roku w Siguldzie, 18. w 2004 roku w Nagano, 12. w 2005 roku w Park City, 10. w 2007 roku w Igls, 14. w 2008 roku w Oberhofie i 19. w 2009 roku w Lake Placid. Ponadto w 1996 roku była szósta w sztafecie, a w 2000 roku trzynasta i rok później piętnasta w biegu drużynowym.
Sześciokrotnie wystąpiła w jedynkach na mistrzostwach Europy. W 1996 roku w Siguldzie była w tych zawodach dwunasta, w 2000 roku w Winterbergu ósma, w 2002 roku w Altenbergu piąta, w 2006 roku w Winterbergu dziesiąta, w 2008 roku w Cesanie dziewiąta, a w 2010 roku w Siguldzie dwunasta.
W 1986 i 1988 roku wystartowała w mistrzostwach świata juniorów – w Königssee w 1986 roku zajęła dwunaste miejsce, a w 1988 roku w Olang była czwarta. W 1987 roku zajęła dziewiąte miejsce w mistrzostwach Europy juniorów.
Wielokrotnie występowała w zawodach Pucharze Świata w saneczkarstwie. Dwukrotnie uplasowała się w czołowej dziesiątce klasyfikacji generalnej – w sezonie 2004/2005 była dziesiąta, a w sezonie 2005/2006 ósma. W pojedynczych zawodach jej najlepszym rezultatem było piąte miejsce, które osiągnęła dwukrotnie – 9 grudnia 2005 roku w Calgary i 24 stycznia 2009 roku w Altenbergu.